# 旺格兰
旺格兰（德語：Wangerland，發音：[ˈvaŋɐˌlant]）是德国下萨克森州弗里斯兰县的市镇，面积176.19平方千米，2023年12月31日人口为9,197人。